# Фабр-де-Кастельнодари, Пьер Жан
Пьер Жан Фабр-де-Кастельнодари (фр. Pierre-Jean Fabre de Castelnaudary, лат. Petrus Ioannes Faber) (1588—1658) — французский медик и алхимик XVII в. Получил докторскую степень в Монпелье.
Он считал, что цель хирургии — найти тот внутренний бальзам, который питает и сохраняет органы человеческого тела. Написал: «Palladium spagyricum» (1624); «Chirurgia spagyrica, in qua de morbis cutaneis omnibus methodice agitur, et curatio eorum cita, tuta et iucunda tractatur» (1626); «Insignes curationes variorum morborum, quos medicamentis chymicis iucundissima methodo curavit» (1627); «Myrothecium spagyricum seu pharmacopea chymica» (1628); «Traité de la peste selon la doctrine de médecins spagyriques» (1629); «Manuscriptum ad serenissimum ducem Fredericum, res alchymicorum explanens» (1690) и др. Многие из этих сочинений выдержали несколько изданий и переведены на иностранные языки.